# NGC 1302
NGC 1302 est une galaxie lenticulaire barrée entourée d'un anneau et située dans la constellation du Fourneau. NGC 1302 a été découverte par l'astronome américain Edward Barnard en 1885.

## Caractéristiques
NGC 1302 présente une large raie HI.

### Distance
Sa vitesse par rapport au fond diffus cosmologique est de 1 574 ± 10 km/s, ce qui correspond à une distance de Hubble de 23,2 ± 1,6 Mpc (∼75,7 millions d'al).
À ce jour, quatre mesures non basées sur le décalage vers le rouge (redshift) donnent une distance de 11,212 ± 5,864 Mpc (∼36,6 millions d'al), ce qui est à l'extérieur des valeurs de la distance de Hubble.

### Morphologie
NGC 1302 a été utilisée par Gérard de Vaucouleurs comme une galaxie de type morphologique (R2')SAB(rs)0/a dans son atlas des galaxies,.
Eskridge, Frogel et Pogge ont publié un article en 2002 décrivant la morphologie de 205 galaxies spirales ou lenticulaires rapprochées. Les observations ont été réalisées dans la bande H de l'infrarouge et dans la bande B (le bleu). Selon Eskridge et ses collègues, NGC 1302 est de type (R)SABa dans la bande B et SB0 dans la bande H. Le bulbe de cette galaxie est circulaire et brillant. Une barre de faible luminosité est présente à peu près alignée du nord au sud. Il n'y a aucune preuve de structure spiralée.

### Galaxie anémique
Selon une étude publiée en 2002, NGC 1302 une galaxie anémique en raison de son faible taux de formation d'étoiles.

## Supernova
La supernova SN 2003if a été découverte dans NGC 1302 le 20 septembre 2003 par M. Ganeshalingam et W. Li dans le cadre des programmes LOTOSS de l'observatoire Lick et KAIT (The Katzman Automatic Imaging Telescope) de l'université de Californie à Berkeley. Cette supernova était de type Ia.

## Groupe de NGC 1255
NGC 1302 fait partie du groupe de NGC 1255 qui compte au moins sept galaxies. Les six autres galaxies du groupe sont NGC 1255, NGC 1201, ESO 480-25, ESO 481-14, ESO 481-18, et ESO 481-19.